# Sund (Norvège)
Pour les articles homonymes, voir Sund.
Sund est une kommune limitrophe de Bergen, dans le Hordaland, en Norvège. Elle comptait 6 319 habitants en 2006.

## Jumelage
La commune est jumelée avec :
- Konjic (Bosnie-Herzégovine)